# カステルデルフィーノ
カステルデルフィーノ（伊: Casteldelfino）は、イタリア共和国ピエモンテ州クーネオ県にある、人口約200人の基礎自治体（コムーネ）。

## 地理

### 位置・広がり

#### 隣接コムーネ
隣接するコムーネは以下の通り。
- ベッリーノ
- エルヴァ
- オンチーノ
- ポンテキアナーレ
- サンペイレ

## 行政

### 分離集落
カステルデルフィーノには、以下の分離集落（フラツィオーネ）がある。
- Alboin, Bertines, Caldane, Puy, Pusterle, Rabioux, Serre, Torrette